# 青苔关林场
青苔关林场，是中华人民共和国湖北省黄冈市罗田县下辖的一个类似乡级单位。

## 行政区划
下辖以下地区：
青台关村和拥门关村。